# Volcán Miño
Volcán Miño är en kon i Chile.   Den ligger i regionen Región de Antofagasta, i den norra delen av landet, 1 400 km norr om huvudstaden Santiago de Chile. Toppen på Volcán Miño är 5 604 meter över havet, eller 758 meter över den omgivande terrängen. Bredden vid basen är 9,0 km.
Terrängen runt Volcán Miño är kuperad norrut, men söderut är den bergig. Runt Volcán Miño är det glesbefolkat, med 10 invånare per kvadratkilometer.. Det finns inga samhällen i närheten. 
Trakten runt Volcán Miño är ofruktbar med lite eller ingen växtlighet.